# شهاب کاکوزکریایی
شیخ شهاب الدین کاکوزکریایی، یا شیخ شهاب الدین شاذلی شاعر کرد و شیخ طریقت شاذلیه است که در عهد صفویه زیسته است. او بیشتر در مریوان و اطراف زیسته، شیخ شهاب الدین بن شیخ رضی الدین بن شیخ رضا بن شیخ موسی بن شیخ محمود بن شیخ یوسف بن شیخ اسماعیل بن شیخ عبدالرحمن بن شیخ شیخ احمد بن شیخ عبدالله بن شیخ محمد صادق بن حضرت شاه نعمت الله ولی بن حضرت شیخ کاکو ذکریا شاذلی که شاه نعمت الله و حضرت سلطان پیریونس انجیران برادر همدیگر بودند و در اشعار خود به او اشاره می‌کند. تخلص شعری وی شهاب است و از او اشعاری به زبان‌های مختلف، از جمله کردی و فارسی، به جا مانده است. او اولین یا از نخستین کسانی است که غزل هورامی در بحر عروضی سروده است. علاوه بر تذکره ها و اشعار او یکی از منابعی که درباره این شخصیت نوشته کتاب نور الانوار در سلسله آل طهار نوشته شاگردش عبدالصمد توداری است که در سال ١٠٩٩ قمری (١٦٨٧ میلادی) به تالیف در آمده است. همچنین نجم الدین ملا در کشکول خود بهاریه وی را ثبت کرده و قوت ادبی آن را ستوده است. 